# 上海ハイロンソフトウェア
上海ハイロンソフトウェア株式会社（シャンハイハイロンソフトウェア）は、中華人民共和国上海市に本社を置くソフトウェア開発企業である。
董事長の包叔平（博士）が国費留学生として中国から京都大学へ留学の後、オムロンに就職したことがきっかけとなり、オムロンの支援を受けて上海中立計算機有限公司として設立した。
上海中立計算機時代の上海ハイロンでは、オムロン向けのIT研究を行っていたが、2001年から「オフショア開発事業」を柱に変更し、低単価でのプログラム開発を行ってきた。近年はコンサルティング、クラウド等を使ったインフラの構築、ソフトウェアの設計・開発、保守までを一貫で行っており、実質的にSIerとなっている。

## 沿革
- 1989年 - 上海中立計算機有限公司として設立[2]
- 1993年 - 上海欧姆龍計算機有限公司と社名変更
- 2000年 - 中国国内の合資有限公司へ組織変更
- 2001年 - 上海市人民政府の批准を受け、上海交大欧姆龍軟件股分有限公司となる
- 2004年 - 国内のA株上場に関する基準をクリア
- 2004年 - 上海交大海隆軟件股分有限公司（上海交大ハイロンソフトウェア株式会社）と社名変更
- 2007年 - 上海海隆軟件股分有限公司（上海ハイロンソフトウェア株式会社）と社名変更
- 2007年 - 中国深圳証券取引所上場[3][4]
- 2010年 - 上海市宜山路にハイロングループを集約した本社ビル竣工
- 2017年 - 組織改編により研究開発専門部署やSIerとしてのコンサルティング・上流業務担当部署を設置[5]
- 2019年 - 野村総合研究所より上海思明、無錫智明の両社を買収[6]

## 事業内容

### システム開発事業
銀行系システム開発
大手都市銀行向けに、コンサルティングからシステムの設計・構築、運用まで一貫したサービスを提供している。
一部金融機関向けには、専用のフレームワークを構築し、提供している。
証券系システム開発
ネット証券を中心に、取引・投資情報・経営情報などのシステムを、コンサルティング・設計・構築、運用まで、一貫したサービスとして提供している。
生命保険系システム開発
多くの生命保険会社向けに、コンサルティングからシステムの設計・構築、運用まで、一貫したサービスを提供している。
また、一部の生命保険会社では、webから、基幹系、派生までほぼ全てのシステムを構築・保守している。
損害保険系システム開発
大手損害保険会社向けに、コンサルティングからシステムの設計・構築、運用まで、一貫したサービスを提供している。
一部の損害保険会社では、webから、基幹系、派生までほぼ全てのシステムを構築・保守している。
モバイルシステム開発
コンテンツ事業会社向けにモバイルコンテンツ、モバイルサイトのUI/UX設計から設計・構築、運用まで、一貫したサービスを提供している。
組み込みシステム開発
交通機関向け券売システム、自動改札システムなどのオフショアでの実機開発や視覚センサー、監視カメラ、自動車制御システムなどの設計・構築を行っている。
AI・ビッグデータ・Fintech技術の研究開発
- AIやディープラーニングを使い保険契約審査業務を自動化したシステムの設計・開発
- AIやディープラーニングを使いライフプラン設計最適化などを行うシステムの設計・開発
- 顔識別機能などを使った遠隔地口座開設システムの設計・開発
- AIとビッグデータを使った、少額与信システムの信用格付分析機能の設計・開発

などの研究開発・実用化を行っている。